# Gali Baharav-Miara
Gali Baharav-Miara, přechýleně Gali Baharavová-Miaraová (hebrejsky :גלי בהרב-מיארה‎‎, * 18. září 1959), je izraelská právnička, která vykonává funkci generální prokurátorky Izraele. Předtím byla státní zástupkyní pro občanské záležitosti v Tel Avivu a konzultantkou v právní firmě Tadmor, Levy, & Co. Byla první ženou ve funkci generální prokurátorky Izraele.

## Biografie

### Dětství a studia
Její matka byla malířkou a její otec sloužil v jednotce Palmach a účastnil se první arabsko-izraelské války. V roce 1990 získala magisterský titul na Telavivské univerzitě. Zde následně pracovala jako asistentka-pedagožka a adjunkt.

### Kancelář státního zástupce
V roce 1985 byla zaměstnána kanceláří státního zástupitelství v Tel Avivu, kde působila dalších třicet let na různých pozicích. V letech 2007 až 2015 zde byla státní zástupkyní pro občanské záležitosti. V roce 2015 z funkce odešla a stala se konzultantkou v právní firmě Tadmor Levy & Co. Mimo to zastávala několik pozic ve výborech a odborných skupinách ve státní správě.
V roce 2018 napsala na žádost úřadu státního zastupitelství stanovisko, které bránilo Bennyho Gance a Amira Ešela před žalobou o porušení práva, kterou u nizozemského soudu podal Palestinec, jehož rodinní příslušníci byli zabiti ve válce v Pásmu Gazy v roce 2014.
V listopadu 2021 tehdejší ministr spravedlnosti Gid'on Sa'ar uvedl, že Gali Baharav-Miara je jednou z hlavních kandidátek na pozici generální prokurátorky. Její jmenování podpořil tehdejší předseda vlády Naftali Bennett. V únoru 2022 byla její nominace schválena vládou. Stala se první ženou v této funkci.

### Kritika Netanjahuovy vlády
Gali Baharav-Miara byla hlasitou kritičkou kroků šesté vlády Benjamina Netanjahua. Díky tomu byla vnímána jako jedna z pojistek vlády práva v zemi.
Kontinuálně kritizovala vládní návrh justiční reformy, která měla oslabit Nejvyšší soud ve prospěch vlády. Reformu předložil ministr spravedlnosti Jariv Levin (Likud), který následně vedl řadu sporů s generální prokurátorkou. Ta také kritizovala jeho blokaci jmenování předsedy a soudců Nejvyššího soudu.
V září 2024 byla Nejvyššímu soudu Izraele předložena petice požadující odvolání ministra Itamara Ben Gvira (Židovská síla). V petici byly popsány jeho zásahy do policie. Obviněním se poté věnovala Gali Baharav-Miara, která v listopadu 2024 informovala premiéra Netanjahua o tom, že musí dojít k přijetí opatření proti jednání Ben Gvira. Ten podle prokurátorky opakovaně nezákonně zasahoval do policejních řízení a zpolitizoval udělování povýšení. Itamar Ben Gvir reagoval tím, že generální prokurátorku obvinil, že spolu s médii se snaží svrhnout pravicovou vládu Izraele. Netanjahu na zasedání vlády upozornil, že jednání prokurátorky povede k ústavní krizi. Načež někteří ministři v čele s Ben Gvirem volali po tom, aby byla odvolána z funkce. Poté, co prokurátorka oficiálně předala stížnost na ministra premiérovi, se Ben Gvir nechal slyšet, že se prokurátorka snaží o převrat. Znovu také vyzval premiéra, aby ji odvolal. Podle vyšetřovací zprávy unikly průkazné korespondence ministra s jeho poradci ohledně zásahů do případů policie.
V říjnu 2024 kritizovala schválení věcného záměru zákona, který má vládě umožnit dohled nad údaji o sledovanosti televizního vysílání. Návrh zákona předložil poslanec Šalom Danino (Likud). Televizní společnosti by tak nově musely povinně poskytovat státní agentuře strukturovaná data o sledovanosti. Podle Gali Baharv-Miara by šlo o porušení svobody tisku a základních ústavních práv. Ministr komunikací Šlomo Kar'i (Likud) jí vzkázal, že legislativu řídí vláda, nikoliv prokuratura.
V listopadu 2024 vláda začala připravovat zákon, který by umožnil speciální trestní vyšetřování nejvyšší státní žalobkyně a dalších státních žalobců. Vyšetřování by vedla policie po souhlasu ministra spravedlnosti. Stanice Channel 12 návrh zákona označila za další součást nátlaku na nejvyšší státní žalobkyni. V téže době ministr komunikací Šlomo Kar'i (Likud), kterého žalobkyně kritizovala za zásahy do svobody tisku, inicioval sběr podpisů ministrů ke svolání mimořádného jednání o odvolání Gali Baharav-Miarové z její funkce. Její odvolání mělo kromě Likudu podporu vládní krajně pravicové strany Židovská síla, jejíž předseda Itamar Ben Gvir veřejně prohlašoval, že nejvyšší státní žalobkyně by měla být odvolána. V polovině prosince 2024 si vládní poslanci prohlasovali mimořádnou schůzi k diskusi o odvolání nejvyšší státní žalobkyně. Opoziční poslanci na protest před hlasováním opustili jednací sál.
V prosinci 2024 nařídila policii, aby zahájila vyšetřování manželky premiéra Benjamina Netanjahua (Likud) pro podezření z obtěžování politických oponentů a svědků v procesu s jejím mužem. Izraelské ministerstvo spravedlnosti vyšetřování Sary Netanjahuové oznámilo s tím, že se zaměří na nálezy investigativního televizního pořadu Uvda. Pořad se totiž dostal ke zprávám z komunikační aplikace WhatsApp, v nichž Netanjahuová dává instrukce svému bývalému poradci, aby organizoval protesty proti politickým oponentům a zastrašoval Hadas Kleinovou, klíčovou svědkyni v procesu proti Netanjahuovi. Sám Netanjahu reportáž kritizoval a označil ji za lži. Krajně pravicový ministr Amichaj Elijahu (Židovská síla) následně pronesl, že pro bezpečnost Izraele je nejnutnější podmínkou odstranění nejvyšší státní zástupkyně.
Na začátku roku 2025 kritizovala porušování rozsudků Nejvyššího soudu o náboru charedim do armády. Jejich povinný nábor byl schválený, úřady ho ale neprováděly v dostatečné míře a vláda navíc plánovala, že ultraortodoxní Židy této povinnosti zbaví úplně. Trvali na tom totiž Netanjahuovi spojenci –⁠⁠⁠⁠⁠⁠ ultraortodoxní strany Šas a Sjednocený judaismus Tóry. Prokurátorka také podporovala související odnětí sociálních dávek ultraortodoxním rodinyám, jejichž muži odmítali do armády nastoupit.
V února 2025 nařídila bezpečnostní službě Šin bet a policii, aby zahájily vyšetřování tzv. katarské kauzy týkající se placené spolupráce Netanjahuových poradců s katarskou vládou.
V březnu 2025 Netanjahu a jeho vláda zintenzivnila kritiku vůči nejvyšší státní žalobkyni a také proti šéfovi zpravodajské služby Šin Bet Ronenu Barovi. Netanjahu oznámil, že oba dva budou během března odvoláni. Ronen Bar uvedl, že premiér očekával nezákonnou osobní loajalitu, kterou odmítl. Mezi Šin Bet a vládou také panovalo napětí ohledně odpovědnosti za útok Hamásu. Již po oznámení záměru Barova rychlého odvolání varovala předsedu vlády, že porušuje zákonný postup odvolání. Netanjahu toto varování ignoroval. Barovo odvolání bylo v den schválení pozastaveno Nejvyšším soudem, který se jím začal zabývat. Prokurátorka poté upozornila premiéra, že musí počkat na rozsudek soudu.
V Tel Avivu se 19. března konala demonstrace s účastí přes 40 tisíc lidí. Ti protestovali proti Netanjahuově snaze odvolat své kritiky, a proti obnovení války. Další tisíce protestovaly v Jeruzalémě. Od té doby se konal týden protestů, kdy každý den probíhaly protivládní protesty a demonstrace proti destrukci demokracie. Jedné z demonstrací v Tel Avivu se účastnilo přes 100 tisíc lidí. K protestům proti ničení demokracie Netanjahuovou vládou se přidal i tisíc pracovníků vysokých škol a přední osobnosti izraelské justice.
Dne 23. března Netanjahuova vláda vyslovila generální prokurátorce jednomyslnou nedůvěru. Vyslovení nedůvěry vůči její osobě bylo právně nezávazné. Šlo tedy spíše o deklaraci, jelikož vyslovení nedůvěry není ze zákona součástí procesu odvolání z funkce.
V srpnu 2025 ji Netanjahuova vláda jednomyslně odvolala z funkce. Rozhodnutí okamžitě pozastavil Nejvyšší soud, který rozhodne o legitimitě odvolání. Krátce poté nechal ministr spravedlnosti Levin vyměnit zámky v telavivské kanceláři nejvyšší státní zástupkyně, což vyvolalo protesty. Při jednom z protestů aktivisté symbolicky uzamkli bránu do komplexu budov, ve kterém Levin bydlí.